# Gustaf Peter Nordenanckar
Gustaf Peter Nordenanckar, född 2 september 1771, död 3 mars 1839, var en svensk sjömilitär och landshövding i Kalmar län
Han utsågs till överstelöjtnant i Örlogsflottan 1805 och till landshövding över Kalmar län 28 december 1822 och innehade den posten till sin död.
Han blev ledamot av Krigsakademien 1810, riddare av Svärdsorden 23 november 1801 samt kommendör av Nordstjärneorden 1829.
Gustaf Peter Nordenanckar var gift med Henrika von Köhler och de hade åtta barn.